# Caesalpinia nelsonii
Caesalpinia nelsonii là một loài thực vật có hoa trong họ Đậu. Loài này được (Britton & Rose) J.L.Contr. miêu tả khoa học đầu tiên.